# Odra Wodzisław

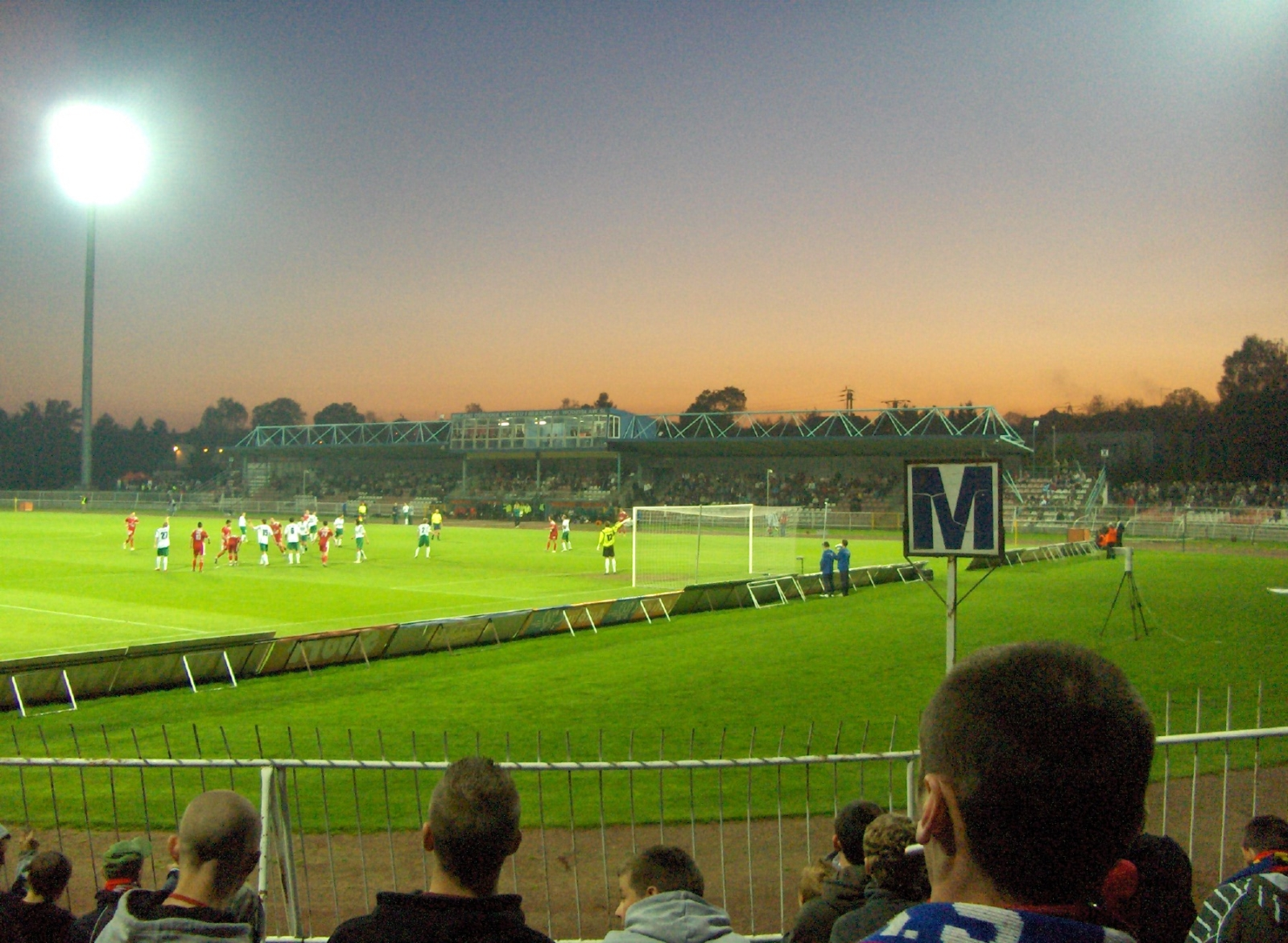
Odra Stadion, Wodzisław Śląski (2008)

MKS Odra Wodzisław, volledige naam Miejski Klub Sportowy Odra Wodzisław Śląski, is een voetbalclub uit de stad Wodzisław Śląski in Polen. De club speelde van 1996 tot 2010 op het hoogste Poolse niveau. Na degradatie in het seizoen 2009/2010 kreeg de club financiële problemen en ging een jaar later failliet. Door fans is de club nieuw leven ingeblazen onder de naam Klub Piłkarski Odra 1922 Wodzisław.
De club werd opgericht in 1922. De clubkleuren zijn blauw/rood.
Grote successen heeft Odra Wodzisław nog niet gekend. De beste prestaties zijn een derde plaats in het seizoen 1996/1997 en een halve finale in de Poolse beker in hetzelfde seizoen.

## Historie
De club werd in 1922 opgericht als KS Odra Wodzisław Śląski, genoemd naar de rivier de Oder. In de loop der jaren onderging Odra enkele naamsveranderingen. Bij het uitbreken van de Tweede Wereldoorlog hield de club praktisch op met bestaan, maar werd opnieuw leven ingeblazen in 1948.
1922-1939 KS Odra Wodzisław Śląski
1948 KS Kolejarz Wodzisław Śląski
1963 KS Górnik Wilchwy-Wodzisław Śląski (na een fusie met Górnik Wilchwy)
1965 GKS Wodzisław Śląski
1974 GKS Odra Wodzisław Śląski
1992 MKS Odra Wodzisław Śląski
2011 Klub Piłkarski Odra 1922 Wodzisław

## Bekende (oud-)spelers
- Ryszard Kraus
- Goran Popov
- Grzegorz Rasiak
- Marek Saganowski
- Łukasz Sosin

## Odra in Europa
Uitslagen vanuit gezichtspunt Odra Wodzisław
| Seizoen | Competitie    | Ronde        | Land                     | Club               | Totaalscore | 1e W    | 2e W    | PUC |
| ------- | ------------- | ------------ | ------------------------ | ------------------ | ----------- | ------- | ------- | --- |
| 1997    | Intertoto Cup | Groep 9      | Vlag van Roemenië        | Rapid Boekarest    | 2-4         | 2-4 (T) |         | 0.0 |
|         |               | Groep 9      | Vlag van Frankrijk       | Olympique Lyonnais | 2-5         | 2-5 (U) |         | 0.0 |
|         |               | Groep 9      | Vlag van Slowakije       | MŠK Žilina         | 0-0         | 0-0 (T) |         | 0.0 |
|         |               | Groep 9 (3e) | Vlag van Oostenrijk      | FK Austria Wien    | 5-1         | 5-1 (U) |         | 0.0 |
| 1997/98 | UEFA Cup      | 1Q           | Vlag van Noord-Macedonië | FK Pobeda Prilep   | 4-2         | 3-0 (T) | 1-2 (U) | 2.0 |
|         |               | 2Q           | Vlag van Rusland         | Rotor Volgograd    | 3-6         | 0-2 (U) | 3-4 (T) | 2.0 |
| 2003    | Intertoto Cup | 1R           | Vlag van Ierland         | Shamrock Rovers FC | 1-3         | 1-2 (T) | 0-1 (U) | 0.0 |
| 2004    | Intertoto Cup | 1R           | Vlag van Wit-Rusland     | Dinamo Minsk       | 1-2         | 1-0 (T) | 0-2 (U) | 0.0 |

Totaal aantal punten voor UEFA coëfficiënten: 2.0